# Gyptis raluanensis
Gyptis raluanensis är en ringmaskart som först beskrevs av Augener 1927. Gyptis raluanensis ingår i släktet Gyptis, och familjen Hesionidae. Inga underarter finns listade i Catalogue of Life.